# Johannes Gigas (Kartograf)

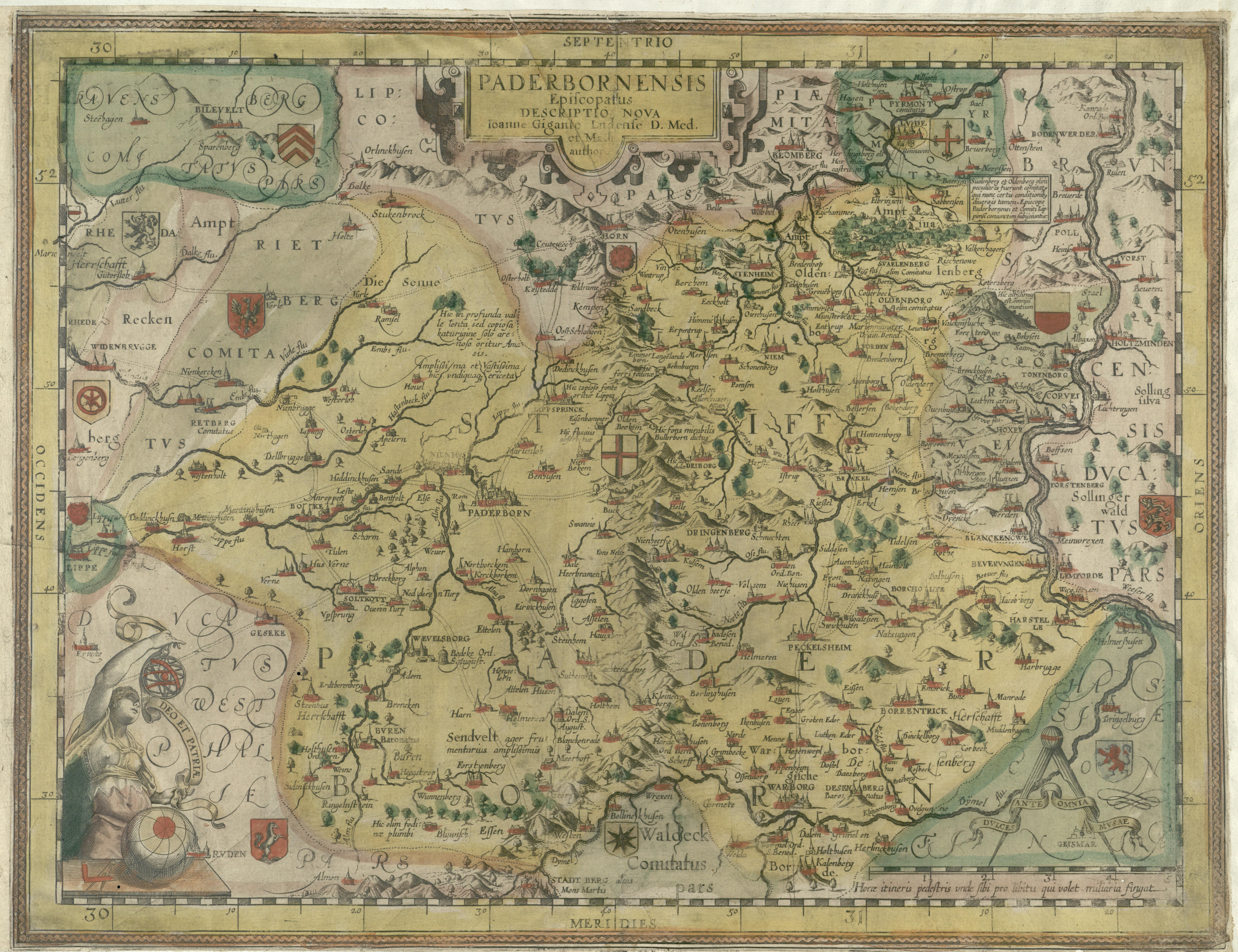
Johannes Gigas: Karte des Hochstifts Paderborn

Johannes Michael Gigas (gräzisiert, eigentlich Riese; * 1582 in Lügde, Hochstift Paderborn; † 1637 in Münster) war ein deutscher Kartograf, Mediziner (Leibarzt des Kurfürsten Ferdinand I. von Bayern), Mathematiker und Physiker.

## Leben
Gigas absolvierte sein erstes Studium von 1597 bis 1600 an der Universität Helmstedt, weitere Studien folgten in Wittenberg und Basel. Am 25. September 1603 heiratete er Maria von Dorsten im Alter von 21 Jahren. Am 25. September 1603 wurde ihm in Basel sein Doktortitel in Medizin verliehen, seine Dissertation befasste sich mit der Ruhr. 1607 wurde er Professor der Mathematik und Medizin an der Hohen Schule zu Burgsteinfurt, wo er auch Vorlesungen über Physik hielt. Daneben war er an der Universitätsapotheke tätig, schied jedoch 1614, möglicherweise aus finanziellen Gründen, aus dem Amt. Gigas siedelte nach Münster über, wo er zum Katholizismus konvertierte und Leibarzt des Bischofs wurde; er behandelte zahlreiche bekannte Persönlichkeiten, darunter auch den Heerführer der Katholischen Liga und späteren Nachfolger Wallensteins Tilly.
Sein erster Kalender wurde im Jahre 1610 herausgegeben. Er entwickelte eine Methode zur Landvermessung und stellte als erster maßstabsgetreue Karten her. Seine mit Quadranten durchgeführte Landvermessungen waren sehr genau. So berechnete er den Erdumfang mit 38642 km. Sein Messfehler lag bei nur 1300 km, was bei den damaligen Möglichkeiten sehr gut war. Sein zweibändiges Handbuch der Weltkugel „Enchiridion Sphaericum“, ein Werk über die Anfangsgründe der Weltbeschreibung, wurde im Jahre 1615 in Hanau herausgegeben. 1664 wurde es auch von der Universität Oxford veröffentlicht. Seit 1616 brachte er in rascher Folge Karten einzelner westfälischer Territorien heraus, die in ihrer sauberen Zeichnung teils auf eigenen Messungen beruhten und durch ihre künstlerische Aufmachung bestachen. Sein Kölner Atlas Prodromus Geographicus enthält neun Karten und wurde 1620 herausgegeben. Er widmete ihn dem kölnischen Kurfürsten und Erzbischof Ferdinand I.
Gigas schwebte als Endziel seiner Arbeit ein Weltatlas vor – ein utopischer Plan, der die Kräfte eines einzelnen weit überstieg. Weil er dies einsah, verlor er bald die Lust an der kartographischen Arbeit. Die ärztliche Praxis und das Kalendermachen füllten den Rest seines Lebens aus.

## Ausgabe
- Johannes Gigas: Neue Beschreibung des Erzbistums Kölns und seiner angrenzenden Gebiete. Prodromus Geographicus hoc est archiepiscopatus Coloniensis annexarumque et vicinarum aliquot regionum descriptio nova. Der erste Atlas von Nordrhein-Westfalen. 7 Karten und 9 Stadtansichten aus dem Jahre 1620. Als Nachdruck herausgegeben, erläutert und kommentiert von Werner Bergmann, Henselowsky Boschmann Verlag, Bottrop 2012, ISBN 978-3-942094-28-3.